# Titre subsidiaire
Un titre subsidiaire est un titre nobiliaire détenu par un membre d’une famille princière ou noble qui n’est généralement pas utilisé pour l’identifier.

## En France
Aux XVIIe et XVIIIe siècles, les rois de France ont parfois donné aux princes de leur maison des titres subsidiaires en plus du titre principal qu’ils leur avaient octroyé. Le prince Louis-Stanislas-Xavier (futur Louis XVIII), titré à sa naissance comte de Provence, et, en 1773, a par exemple reçu de son grand-père Louis XV les titres de duc d’Anjou, de comte du Maine, de comte du Perche, et de comte de Senonches. Du côté de la famille d’Orléans, le chef de maison portait le titre de duc d’Orléans, alors que ses héritiers portaient ses titres subsidiaires : le duc de Valois était son héritier, et le duc de Chartres l’héritier de son héritier.

## Au Royaume-Uni
Dans le système nobiliaire britannique, un pair possède fréquemment plusieurs titres de noblesse, mais son identité usuelle correspond au principal titre dont il dispose. Par exemple, le comte d’Arundel, le comte de Surrey, le comte de Norfolk, le baron Beaumont, le baron Maltravers, le baron FitzAlan, le baron Oswaldestre, le baron Clun et le baron Howard de Glossop ne sont qu’une seule et même personne, à laquelle on attribue communément le titre de duc de Norfolk. Dans la pratique ordinaire, les individus possédant plusieurs titres nobiliaires sont ainsi désignés par le plus ancien de ceux-ci, ce qui fait des autres des titres subsidiaires.
En outre, au Royaume-Uni, l’héritier présomptif d’un aristocrate peut faire usage du plus ancien des titres subsidiaires comme titre de courtoisie, à condition que celui-ci ne crée pas de confusion avec le titre principal du noble en question. De cette façon, l’héritier apparent du duc de Norfolk est titré comte d’Arundel, alors que celui-ci ne peut devenir techniquement comte qu’à la mort du duc. Toutefois, lorsque la pairie subsidiaire la plus élevée comporte la même dénomination que la pairie principale, elle n’est pas utilisée comme titre de courtoisie. L’héritier du duc de Manchester est vicomte Mandeville et non comte de Manchester, qui est pourtant le principal titre subsidiaire détenu par le duc.
Sur le même principe, certains membres de la monarchie britannique reprennent ces pratiques nobiliaires. C’est notamment le cas du prince Edward, qui, ayant émis le désir d’être considéré comme un comte britannique[réf. nécessaire], s’est vu titrer comte de Wessex, ce qui conduit à priver sa descendance de la dignité de prince britannique ; par voie de conséquence, son fils aîné, le vicomte Severn, porte son titre subsidiaire comme titre de courtoisie à l’instar des autres comtes du Royaume-Uni.
Aussi, des membres de la famille royale détiennent également des titres subsidiaires : le prince Philip, duc d’Édimbourg, était par exemple comte de Merioneth et baron Greenwich ; le prince de Galles est quant à lui resté duc de Cambridge quoi qu’il soit devenu héritier de la Couronne, par ce fait il est aussi devenu duc de Cornouailles, comte de Strathearn et baron Carrickfergus ; le duc de Sussex est quant à lui comte de Dumbarton et baron Kilkeel.

## Source de la traduction
- (en) Cet article est partiellement ou en totalité issu de l’article de Wikipédia en anglais intitulé « Subsidiary title » (voir la liste des auteurs).